# Električno polje
Eléktrično pólje je prostor, v katerem deluje električna sila na električni naboj. Določeno je z jakostjo električnega polja.
Električna sila {\displaystyle \mathbf {F} \!\,} se lahko zapiše kot produkt naboja {\displaystyle e\!\,} in jakosti električnega polja {\displaystyle \mathbf {E} \!\,}:
{\displaystyle \mathbf {F} =e\,\mathbf {E} \!\,.}
Skladno s Coulombovim zakonom za jakost električnega polja okrog točkastega naboja je:
{\displaystyle \mathbf {E} =-{\frac {1}{4\pi \epsilon _{0}}}{\frac {e}{\mathbf {r} ^{2}}}{\hat {\mathbf {r} }}\!\,.}
Jakost električnega polja je vektorska količina, meri se ga v enotah N/As = V/m.
Električno polje je aditivno, prispevke več nabojev se vektorsko sešteje. V točki s krajevnim vektorjem {\displaystyle \mathbf {r} \!\,} tako drugi naboji ustvarjajo električno polje, enako:
{\displaystyle \mathbf {E} =-{\frac {1}{4\pi \epsilon _{0}}}\sum _{j}{\frac {e_{j}(\mathbf {r} _{j}-\mathbf {r} )}{|\mathbf {r} _{j}-\mathbf {r} |^{3}}}\!\,.}
Indeks {\displaystyle j\!\,} teče po vseh nabojih v prostoru.

## Električno polje in električni potencial
Električno polje je potencialno (vektorsko) polje, zato se ga lahko zapiše kot negativni gradient skalarnega električnega potenciala {\displaystyle \varphi \!\,}:
{\displaystyle \mathbf {E} =-\nabla \,\varphi \!\,.}